# Кокольник Ференц Ласлович
Ференц Ласлович Кокольник (нар. 1941, Виноградів) — радянський футболіст, що грав на позиції захисника. Відомий насамперед за виступами у складі команди «Автомобіліст» з Житомира у класі «Б» та другій групі класу «А», насамперед за, у складі якого став чемпіоном УРСР 1967 року в класі «Б».

## Біографія
Ференц Кокольник народився у Виноградові, а розпочав виступи в командах майстрів у 1964 році в складі команди класу «Б» «Полісся» з Житомира. У складі житомирської команди відразу ж став одним із основних гравців захисту, а в 1967 році став у складі команди вже під новою назвою «Автомобіліст» чемпіоном УРСР в класі «Б». Наступного року Кокольник грав у складі «Автомобіліста» вже у другій групі класу «А», у складі житомирської команди грав до середини 1969 року, а в другій половині року грав у складі команди класу «Б» «Прогрес» з Бердичева. Сезон 1970 року розпочав у складі команди другої групи класу «А» «Спартак» з Івано-Франківська, а закінчив сезон у складі команди класу «Б» «Горинь» з Ровно. У 1971 році Ференц Кокольник грав у складі команди другої ліги «Торпедо» з Луцька, і після закінчення сезону завершив виступи на футбольних полях.

## Досягнення
- Переможець Чемпіонату УРСР з футболу 1967 в класі «Б».